# Karen Zoid
Karen Zoid, geboren als Karen Louise Greeff (Brussel, 10 augustus 1978), is een Zuid-Afrikaanse singer-songwriter.

## Levensloop
Zoid is de dochter van een Zuid-Afrikaans diplomaat. Ze groeide op in Brussel en Johannesburg, waar ze startte als straatmuzikant in de straten van Melville. In 2001 bracht EMI haar eerste album Poles apart uit. Ook haar tweede album Chasing the Sun (2003) werd een gouden plaat. In 2005 kwam Media, medio 2007 kwam haar vierde studioalbum Postmodern World uit, haar eerste compleet Engelstalige album.
Haar werk als singer-songwriter komt ook voor op verschillende albums van andere artiesten. In Zuid-Afrika, waar zij een icoon is, treft men Zoid op de belangrijkste festivals met haar vaste begeleiders Don Reinecke (leadgitaar), Rixi Roman (bas) en Marlon Green (drums en percussie).
Haar cd's zijn Afrikaans- en Engelstalig.
Ze was getrouwd met gitarist Don Reinecke en zij kregen op 29 januari 2007 een zoon. Inmiddels is ze weer gescheiden.

## Albums

### Poles Apart (2001)
- Set of wheels
- Yuppie scum
- Afrikaners is plesierig
- Southern sky
- Waitress
- Maak nie regtig saak nie
- whore
- whole in one
- Katriena
- Inspector holmes
- Engel
- Callback
- Vleesbaai
- Taxi

### Chasing The Sun (2003)
- Oh My Love
- Suburbs
- Ons Soek Rock & Roll
- Deurmekaar
- Dinosaur
- Black Guitar
- Beautiful
- Verandering
- Jan
- Born To Shine
- Forty-seven
- Meisie Wat Haar Potlood Kou
- Foto Teen Die Muur
- Danville Diva
- Gentleman's Song

### Media (2005)
- Lift me up
- Kaapstad
- Small room
- Ek lewe
- Scumbag is a loser
- Guy from the beer commercial
- Homo sapien
- 20 Jaar
- Hou vas aan wat jy het
- The devil doesn't dig it
- Familie reunie
- Pleased to meet me
- Reason
- Mascara

### Postmodern World (2007)
- Aeroplane Jane
- Postmodern World
- Silly Town
- As We Go
- Katherine Anne
- Silverbird
- Mama's Gonna Sort You Out
- I'm So Happy That We're Friends
- Hold On To Me
- Lights
- You Belong With Me
- Early Morning

### Alive In The Postmodern World (2008)
- Hou Vss Ann Wat Jy Het
- Lights
- Engel
- Postmodern World
- Foto Teen Die Muur
- Black Guitar
- Set Of Wheels
- Pseudonym
- Silverbird
- Katherine Anne
- Beer Commercial
- Afrikaners Is Plesierig
- Beautiful
- Deurmeka
- Small Room
- Aeroplane Jane

### Ultimate Zoid (2009)
- Kaapstad
- Aeroplane jane
- Deurmekaar
- Afrikaners Is Plesierig
- Amper Stamper
- Beautiful
- Katriena
- Small Room
- Postmodern World
- Oh My Love
- Foto Teen Die Muur
- Jan
- 20 Jaar
- Mama's Gonna Sort You Out
- Meisie Wat Haar Pootlood Kou
- Big Mouth
- Bottle
- As We Go

### Terms & Conditions (2010)
- Broomstick
- Oh dear
- Bly By My
- Jy Sal Dit Vind
- Dangerous
- Moordenaar
- Retail Therapy
- Attitude Vir Afrika
- Want As Ek Droom
- Do What You Do
- Shoot The Breeze
- Amper Stamper
- Hallelujah

### Zoid Afrika (2012)
- Verlang Na Jou
- Waansin
- As Musiek Begin Speel
- In Suid-Afrika
- Alles Van Jou
- Huise Vol Geheime
- Terug Na Babilon
- Uit By Die Deur
- Ek Het Jou Lief
- Is Jy In Of Is Jy Uit
- So Is Die Lewe
- Wiegelied Vir Grootmense
- Vir Liefde (live)
- Goeiemore Optimiste!
- Om Die Waarheid Te Se
- Bonnie & Clyde

## Dvd-video
- In die Staatsteater (2003)